# Мифорд (Онтарио)
Мифорд (енгл. Meaford) је општина у Канади у покрајини Онтарио. Према резултатима пописа 2011. у општини је живело 11.100 становника.

## Становништво
Према резултатима пописа становништва из 2011. у граду је живело 11.100 становника, што је за 1,4% више у односу на попис из 2006. када је регистровано 10.948 житеља.
| 2006.  | 2011.  | 2016.  |
| ------ | ------ | ------ |
| 10.948 | 11.100 | 10.991 |